# Arastraville
Arastraville es un área no incorporada ubicada en el condado de Tuolumne en el estado estadounidense de California.

## Geografía
Arastraville se encuentra ubicada en las coordenadas 37°59′53″N 120°13′37″O / 37.99806, -120.22694.